# James Bond
James Bond, também conhecido pelo código 007, é um agente secreto fictício do serviço de espionagem britânico MI-6, criado pelo escritor Ian Fleming em 1953.
O personagem foi apresentado ao público em livros de bolso na década de 1950, com o romance Casino Royale, tornando-se um sucesso de venda e popularidade entre os britânicos e, logo a seguir, entre os países de língua inglesa. Na década seguinte, os livros viraram uma grande franquia no cinema, a mais duradora e  bem sucedida financeiramente, com um total de vinte cinco filmes oficiais, começando com O Satânico Dr. No, em 1962.
Ian Fleming tirou o nome 'James Bond' do autor de um livro predileto de sua esposa sobre ornitologia, Birds of the West Indies, e escreveu doze livros e dois contos sobre ele, antes de morrer, em 1964. Após sua morte, outros livros subsequentes foram escritos por Kingsley Amis e Raymond Benson, entre outros.
O personagem já foi tema de um seriado de televisão nos Estados Unidos antes de chegar aos cinemas, e de dois filmes independentes, à parte dos feitos pela produtora oficial EON Productions, detentora dos direitos para as telas das histórias do espião, desde o acordo feito por Harry Saltzman e Albert Broccoli - produtores originais da série - com Fleming, no início da década de 1960. Hoje a produtora é dirigida pela filha e pelo enteado de Broccoli. Bond também apareceu em quadrinhos, videojogos, e se tornou alvo de muitas paródias.
Em suas aventuras originais completas, entre elas Casino Royale, Dr. No, Goldfinger e Octopussy, Bond é descrito como um homem alto, moreno, caucasiano, de olhar penetrante, viril, porte atlético e sedutor, com idade estimada entre 33 e 40 anos, apreciador de vodka-martini (Batido. Não mexido) exímio atirador com licença 00 para matar (sétimo agente desta categoria especial, daí seu código 007) e perito em artes marciais, que combatia o mal pelo mundo (muitas vezes representado pela URSS naqueles tempos de Guerra Fria), a serviço do governo de Sua Majestade, com charme, elegância e cercado de belas mulheres, sempre se apresentando com a famosa frase "Meu nome é Bond, James Bond".

## Intérpretes no cinema

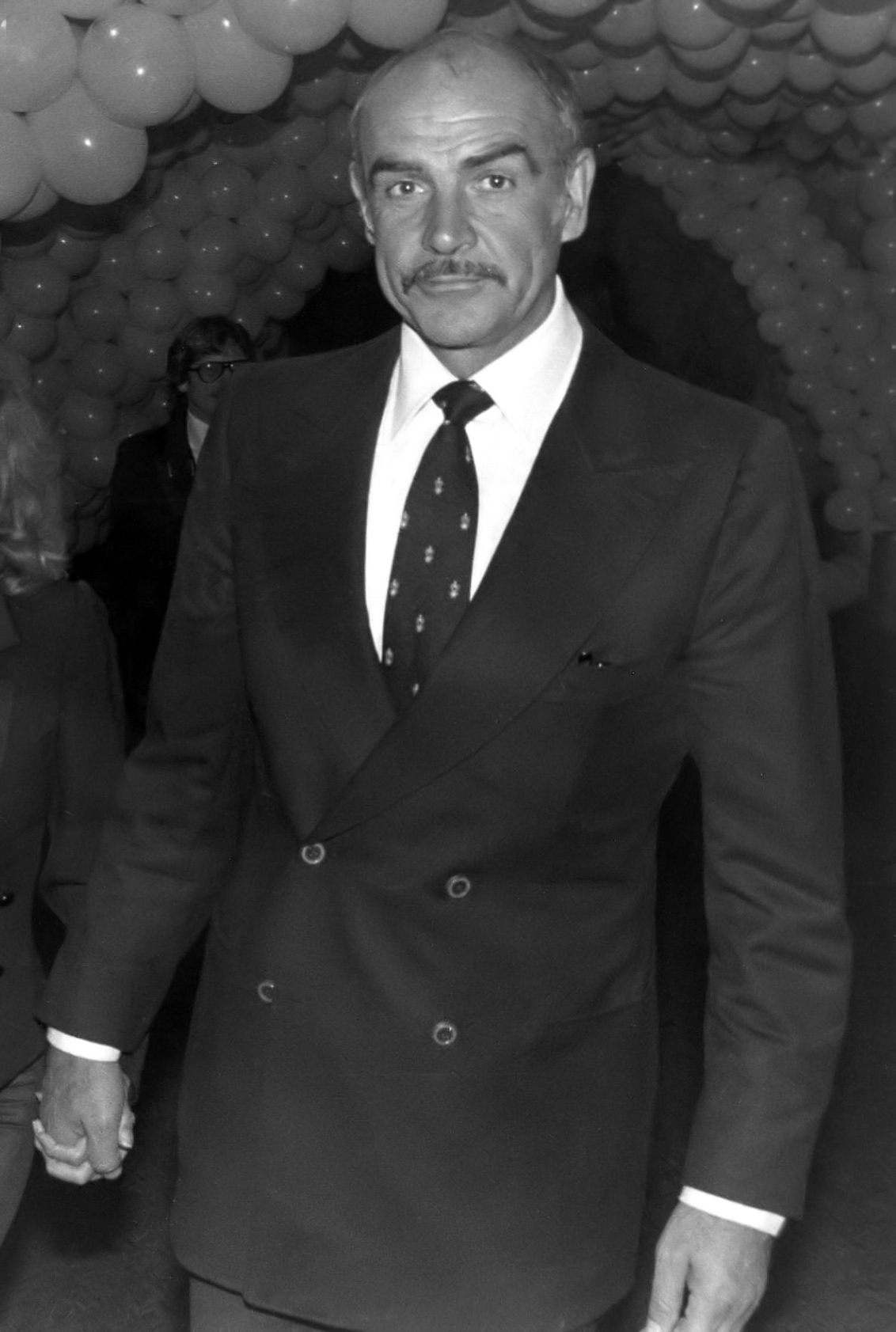
Sean Connery, o primeiro James Bond (foto de 1980)

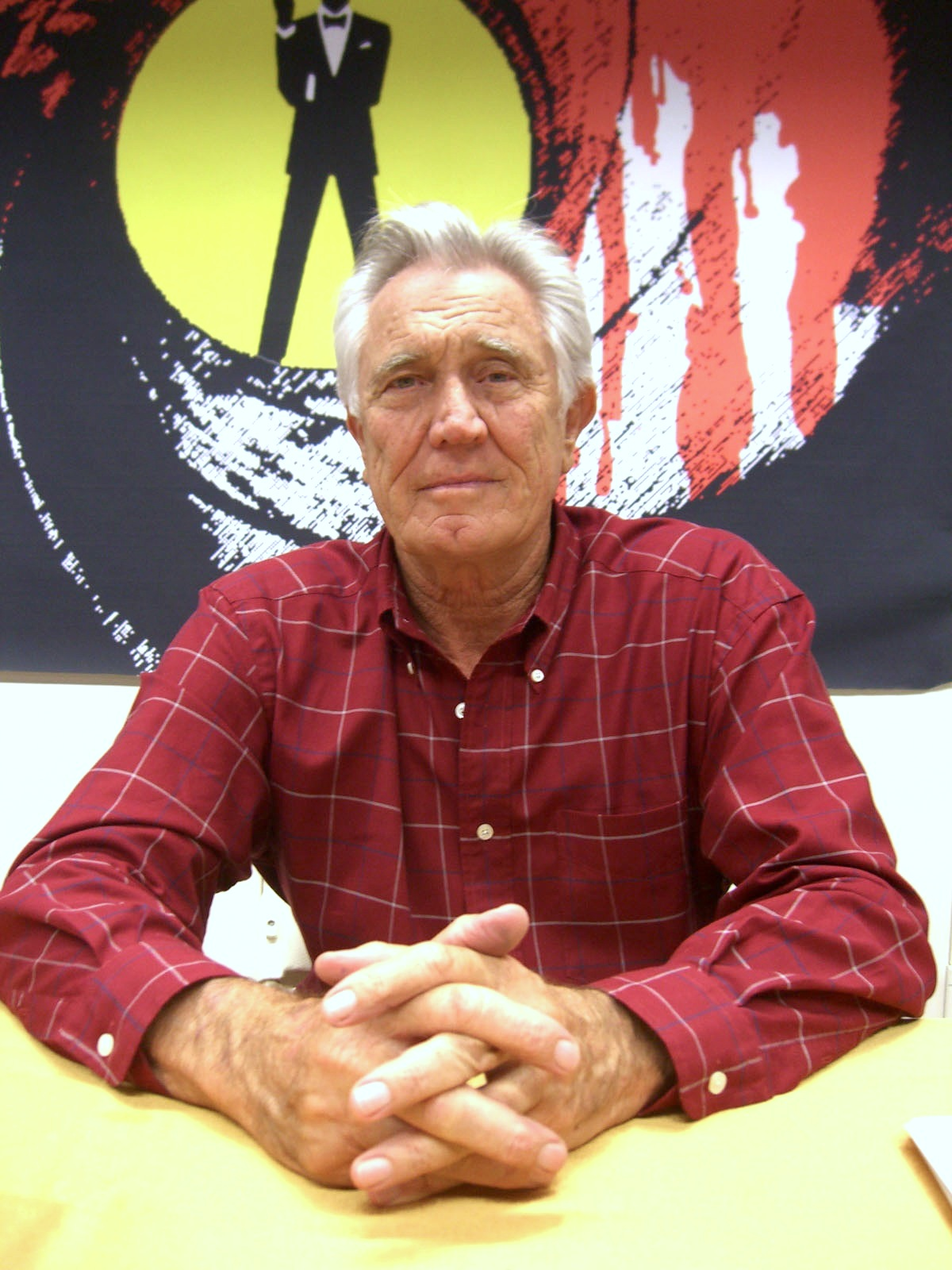
George Lazenby, o segundo James Bond (foto de 2008)

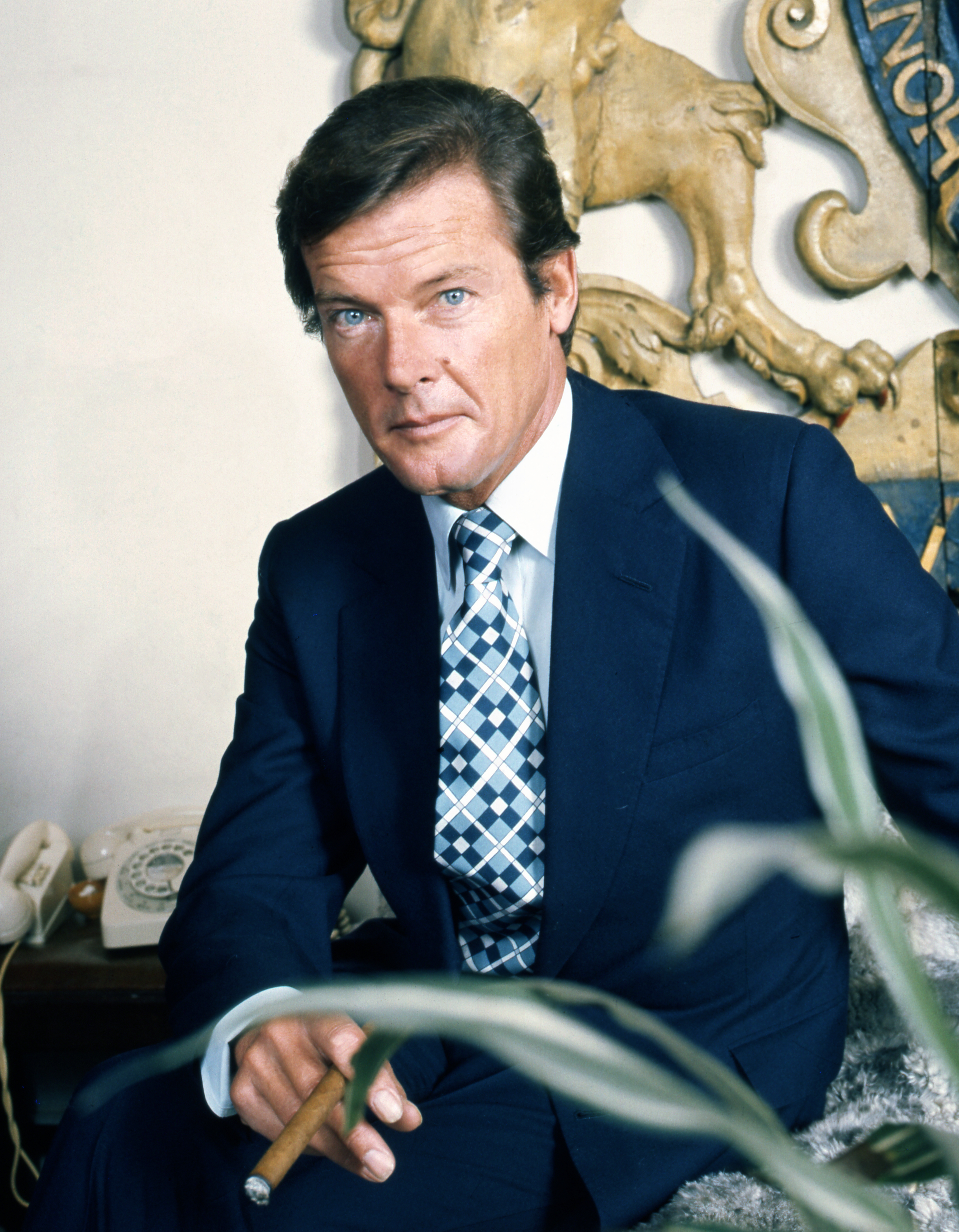
Roger Moore, o terceiro James Bond (foto de 1973)

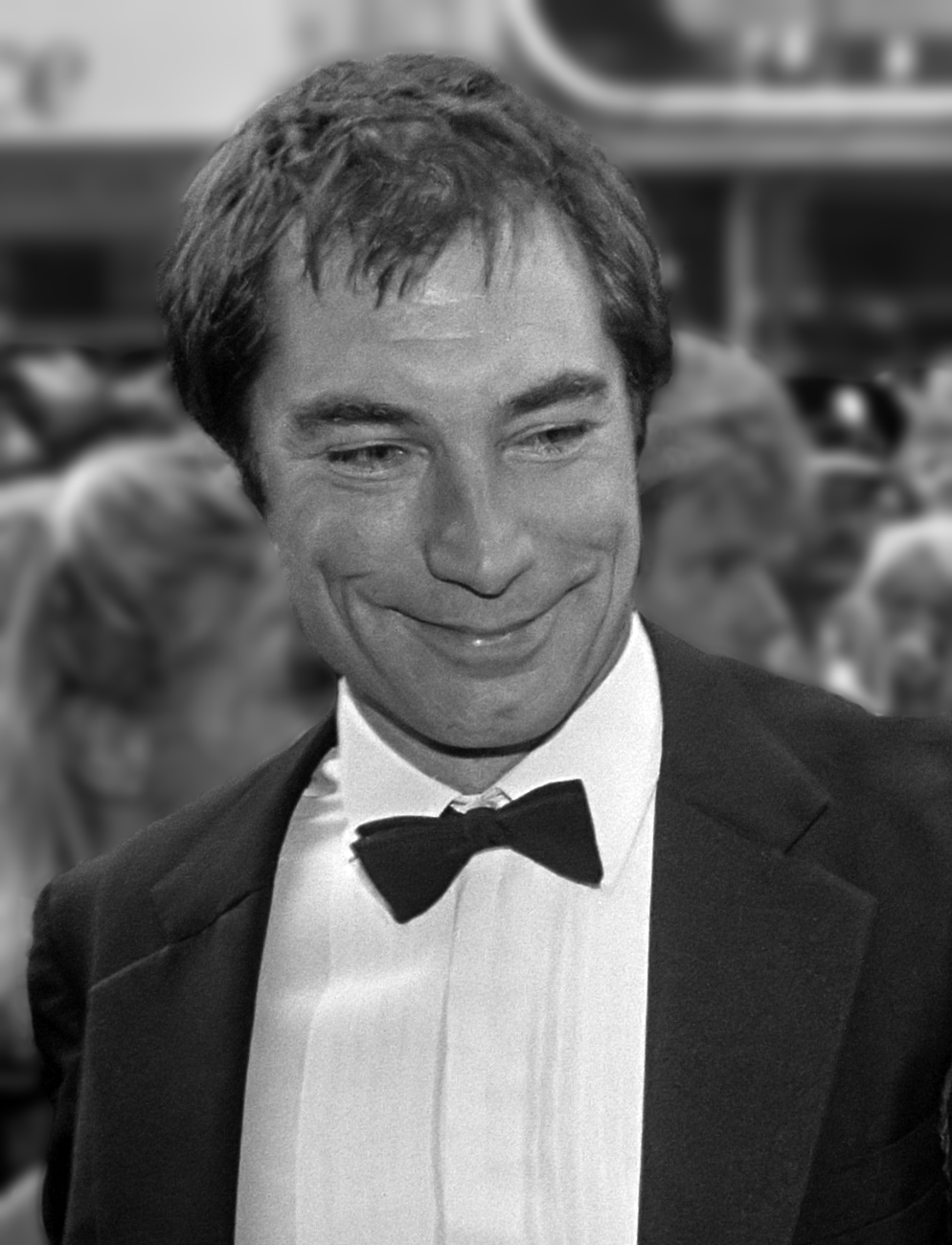
Timothy Dalton, o quarto James Bond (foto de 1987)

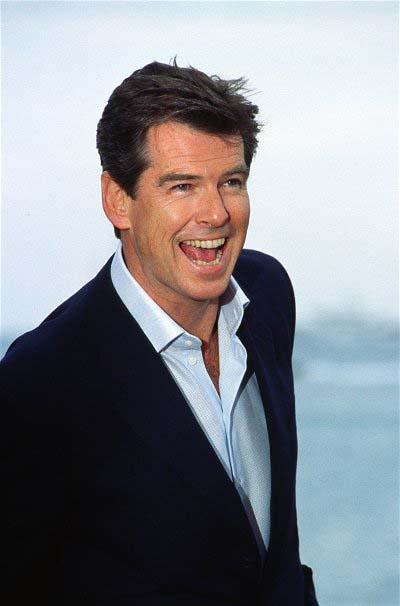
Pierce Brosnan, o quinto James Bond (foto de 2002)

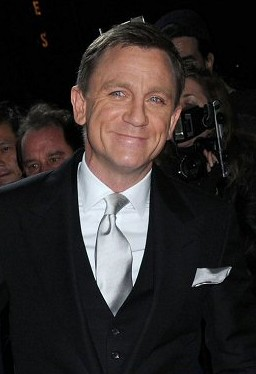
Daniel Craig, o sexto James Bond (foto de 2008)

Robert Haakon Nielsen, mais conhecido por seu nome artístico Barry Nelson  foi o primeiro James Bond no telefilme Cassino Royale (Casino Royale (1954)), antes do actor Sean Connery. Ele e David Niven são os únicos intérpretes de 007 que nunca fizeram o papel em filmes produzidos pela EON Productions.

### Em filmes oficiais
Os filmes de 007 foram produzidos inicialmente por Harry Saltzman e Albert Broccoli, detentores dos direitos cinematográficos de quase toda a obra já escrita por Ian Fleming e donos da produtora EON (Everything or Nothing). Em 1975, Saltzman abandonou a franquia. Desde 1995, os filmes são produzidos pela filha de Albert, Barbara Broccoli, e seu meio-irmão, Michael G. Wilson.
James Bond já foi interpretado por seis atores na série oficial:
- Sean Connery (1962–1967-1971/1983 cujo filme não faz parte da saga original)
- George Lazenby (1969)
- Roger Moore (1973–1985)
- Timothy Dalton (1987–1989)
- Pierce Brosnan (1995–2002)
- Daniel Craig (2006–2021)

Em 1962, foi lançado o primeiro filme, Dr. No, com o personagem James Bond interpretado pelo então quase desconhecido ator escocês Sean Connery. O filme, feito com apenas um milhão de dólares (orçamento baixo, até para a época), estourou nas bilheteiras de todo o mundo, transformando Connery num ícone dos anos 1960, que com a sua espetacular popularidade internacional fez surgir uma nova histeria mundial vinda da terra da Beatlemania da época: a Bondmania.
Alguns dos fatores de maior empatia da série com o público, além do carisma e do charme de seu personagem principal, têm sido sem dúvida os mirabolantes vilões, os gadgets mortais e de alta tecnologia, as suas canções-tema e as suas maravilhosas bond-girls.
Daniel Craig, quando interpretou James Bond, foi bastante criticado pela imprensa e pelos fãs-clubes por ser loiro e baixo (1,78 metros)  para o papel, mas com o sucesso de Cassino Royale, seu trabalho passou a ter uma boa recepção.
Os filmes oficiais são aqueles produzidos pela EON.
| Título                          | Título                                   | Título                                         | Título                                    | Título                                    | Ano  | Ator principal | Diretor            |
| Título original                 | Título no Brasil                         | Título no Brasil                               | Título em Portugal                        | Título em Portugal                        | Ano  | Ator principal | Diretor            |
| ------------------------------- | ---------------------------------------- | ---------------------------------------------- | ----------------------------------------- | ----------------------------------------- | ---- | -------------- | ------------------ |
| Dr. No                          | O Satânico Dr. No (cinema)               | 007 contra o satânico Dr. No (vídeo/televisão) | 007 - Agente Secreto                      | 007 - Agente Secreto                      | 1962 | Sean Connery   | Terence Young      |
| From Russia with Love           | Moscou contra 007                        | Moscou contra 007                              | 007 - Ordem para Matar                    | 007 - Ordem para Matar                    | 1963 | Sean Connery   | Terence Young      |
| Goldfinger                      | 007 contra Goldfinger                    | 007 contra Goldfinger                          | 007 - Contra Goldfinger (Título Original) | 007 - Goldfinger (RTP)                    | 1964 | Sean Connery   | Guy Hamilton       |
| Thunderball                     | 007 Contra A Chantagem Atômica           | 007 Contra A Chantagem Atômica                 | 007 - Operação Relâmpago                  | 007 - Operação Relâmpago                  | 1965 | Sean Connery   | Terence Young      |
| You Only Live Twice             | Com 007 Só Se Vive Duas Vezes            | Com 007 Só Se Vive Duas Vezes                  | 007 - Só Se Vive Duas Vezes               | 007 - Só Se Vive Duas Vezes               | 1967 | Sean Connery   | Lewis Gilbert      |
| On Her Majesty's Secret Service | 007 - A Serviço Secreto de Sua Majestade | 007 - A Serviço Secreto de Sua Majestade       | 007 - Ao Serviço de Sua Majestade         | 007 - Ao Serviço de Sua Majestade         | 1969 | George Lazenby | Peter R. Hunt      |
| Diamonds Are Forever            | 007 - Os Diamantes São Eternos           | 007 - Os Diamantes São Eternos                 | 007 - Os Diamantes São Eternos            | 007 - Os Diamantes São Eternos            | 1971 | Sean Connery   | Guy Hamilton       |
| Live and Let Die                | Com 007 Viva e Deixe Morrer              | Com 007 Viva e Deixe Morrer                    | 007 - Vive e Deixa Morrer                 | 007 - Vive e Deixa Morrer                 | 1973 | Roger Moore    | Guy Hamilton       |
| The Man with the Golden Gun     | 007 contra o Homem com a Pistola de Ouro | 007 contra o Homem com a Pistola de Ouro       | 007 - O Homem da Pistola Dourada          | 007 - O Homem da Pistola Dourada          | 1974 | Roger Moore    | Guy Hamilton       |
| The Spy Who Loved Me            | 007 - O Espião Que Me Amava              | 007 - O Espião Que Me Amava                    | 007 - O Agente Irresistível               | 007 - O Agente Irresistível               | 1977 | Roger Moore    | Lewis Gilbert      |
| Moonraker                       | 007 contra o Foguete da Morte            | 007 contra o Foguete da Morte                  | 007 - Aventura no Espaço                  | 007 - Aventura no Espaço                  | 1979 | Roger Moore    | Lewis Gilbert      |
| For Your Eyes Only              | 007 - Somente para Seus Olhos            | 007 - Somente para Seus Olhos                  | 007 - Missão Ultra-Secreta                | 007 - Missão Ultra-Secreta                | 1981 | Roger Moore    | John Glen          |
| Octopussy                       | 007 contra Octopussy                     | 007 contra Octopussy                           | 007 - Operação Tentáculo                  | 007 - Operação Tentáculo                  | 1983 | Roger Moore    | John Glen          |
| A View to a Kill                | 007 - Na Mira dos Assassinos             | 007 - Na Mira dos Assassinos                   | 007 - Alvo em Movimento                   | 007 - Alvo em Movimento                   | 1985 | Roger Moore    | John Glen          |
| The Living Daylights            | 007 - Marcado para a Morte               | 007 - Marcado para a Morte                     | 007 - Risco Imediato                      | 007 - Risco Imediato                      | 1987 | Timothy Dalton | John Glen          |
| Licence to Kill                 | 007 - Permissão para Matar               | 007 - Permissão para Matar                     | 007 - Licença para Matar                  | 007 - Licença para Matar                  | 1989 | Timothy Dalton | John Glen          |
| GoldenEye                       | 007 contra GoldenEye                     | 007 contra GoldenEye                           | 007 - GoldenEye                           | 007 - GoldenEye                           | 1995 | Pierce Brosnan | Martin Campbell    |
| Tomorrow Never Dies             | 007 - O Amanhã Nunca Morre               | 007 - O Amanhã Nunca Morre                     | 007 - O Amanhã Nunca Morre                | 007 - O Amanhã Nunca Morre                | 1997 | Pierce Brosnan | Roger Spottiswoode |
| The World Is Not Enough         | 007 - O Mundo Não é o Bastante           | 007 - O Mundo Não é o Bastante                 | 007 - O Mundo Não Chega                   | 007 - O Mundo Não Acaba (Tradução da RTP) | 1999 | Pierce Brosnan | Michael Apted      |
| Die Another Day                 | 007 - Um Novo Dia Para Morrer            | 007 - Um Novo Dia Para Morrer                  | 007 - Morre Noutro Dia                    | 007 - Morre Noutro Dia                    | 2002 | Pierce Brosnan | Lee Tamahori       |
| Casino Royale                   | 007 - Cassino Royale                     | 007 - Cassino Royale                           | 007 - Casino Royale                       | 007 - Casino Royale                       | 2006 | Daniel Craig   | Martin Campbell    |
| Quantum of Solace               | 007 - Quantum of Solace                  | 007 - Quantum of Solace                        | 007 - Quantum of Solace                   | 007 - Quantum of Solace                   | 2008 | Daniel Craig   | Marc Forster       |
| Skyfall                         | 007 - Operação Skyfall                   | 007 - Operação Skyfall                         | 007 - Skyfall                             | 007 - Skyfall                             | 2012 | Daniel Craig   | Sam Mendes         |
| Spectre                         | 007 - Contra Spectre                     | 007 - Contra Spectre                           | 007 - Spectre                             | 007 - Spectre                             | 2015 | Daniel Craig   | Sam Mendes         |
| No Time to Die                  | 007 - Sem Tempo para Morrer              | 007 - Sem Tempo para Morrer                    | 007 - Sem Tempo para Morrer               | 007 - Sem Tempo para Morrer               | 2021 | Daniel Craig   | Cary Joji Fukunaga |

### Em filmes não oficiais
| Título                | Título                     | Título                 | Ano              | Ator Principal | Diretor               |
| Título original       | Título no Brasil           | Título em Portugal     | Ano              | Ator Principal | Diretor               |
| --------------------- | -------------------------- | ---------------------- | ---------------- | -------------- | --------------------- |
| Casino Royale         | Cassino Royale             | Casino Royale          | 1954 - televisão | Barry Nelson   | William H. Brown, Jr. |
| Casino Royale         | Cassino Royale             | 007 - Casino Royale    | 1967             | David Niven    | Ken Hughes            |
| Casino Royale         | Cassino Royale             | 007 - Casino Royale    | 1967             | David Niven    | John Huston           |
| Casino Royale         | Cassino Royale             | 007 - Casino Royale    | 1967             | David Niven    | Joseph McGrath        |
| Casino Royale         | Cassino Royale             | 007 - Casino Royale    | 1967             | David Niven    | Robert Parrish        |
| Casino Royale         | Cassino Royale             | 007 - Casino Royale    | 1967             | David Niven    | Val Guest             |
| Casino Royale         | Cassino Royale             | 007 - Casino Royale    | 1967             | David Niven    | Richard Talmadge      |
| Never Say Never Again | 007 - Nunca mais outra vez | Nunca mais digas nunca | 1983             | Sean Connery   | Irvin Kershner        |

## Artefatos tecnológicos
Bond também não seria o espião invencível que é se não fossem os brinquedos tecnológicos que o acompanham desde o início, e que por tantas vezes lhe salvaram a vida, todos produzidos no laboratório de pesquisas do MI-6 pelo irascível "Q", o gênio inventor da agência de espionagem, vivido por Desmond Llewelyn. Falecido num acidente de automóvel no fim de 1999, Lewellyn foi o ator que mais participou dos filmes de James Bond: esteve em todos, à exceção do pioneiro Dr. No e de Live and Let Die (no qual e rapidamente mencionado).
Entre esses brinquedinhos tornaram-se famosos a Lotus Esprit, o carro esporte-submarino-lançador-de-mísseis de The Spy Who Loved Me;  o Aston Martin DB5 com chapa blindada à prova de balas que protegia o vidro traseiro de Goldfinger; Little Nellie, o mini-helicóptero desmontável de You Only Live Twice, e até mesmo um brinquedinho não criado por "Q", mas pela NASA, o jipe lunar usado por Sean Connery em uma de suas fugas no filme Diamonds Are Forever.
As sempre inovadoras vinhetas de apresentação na abertura dos filmes onde James Bond aparece atirando na tela, criadas pelo artista gráfico Maurice Binder, tornaram-se uma atração à parte dentro do próprio filme e revolucionaram o design cinematográfico nos anos 1960 e 70.

## Bond Girls
As namoradas do agente especial são conhecidas como bond-girls. Elas trouxeram aos filmes de 007 o ar de sofisticação, beleza e sensualidade, que são a sua marca registrada. Entre goles de champanhe Bollinger e Dom Pérignon, lençóis de seda inglesa, peles de raposa, tapetes persas, castelos e cenários de sonho em todo o planeta, a série lançou ao mundo as belas atrizes Ursula Andress, Grace Jones, Honor Blackman, Mie Hama, Diana Rigg, Jill St. John, Jane Seymour, Britt Ekland, Barbara Bach, Halle Berry, Lois Chiles, Carole Bouquet, Daniela Bianchi, Rosamund Pike, Eva Green, Maud Adams, Denise Richards, Kim Basinger, Monica Bellucci e Léa Seydoux, dentre outras.
" No livro  007 - From Russia With Love ", Bond menciona segundos após ser envenenado por Mathis, que já tinha a mais "bela" mulher, claramente se referindo a "Tatiana Romanova ".

## Martinis
O agente secreto bebeu Martini 109 vezes nos 24 filmes durante 53 anos, o que dá uma média de 4,5 vezes por filme. No filme "Quantum of Solace" bebeu 24 vezes.